# گمینا وولانوو
گمینا وولانوو (به لهستانی:  Gmina Wolanów) یک گمینا در لهستان است که در شهرستان رادوم واقع شده‌است. گمینا وولانوو ۸۲٫۸۵ کیلومتر مربع مساحت و ۸٬۲۹۱ نفر جمعیت دارد.